# Пурачић
Пурачић је насељено мјесто у Босни и Херцеговини, у граду Лукавац, које административно припада Федерацији Босне и Херцеговине. Према попису становништва из 2013. у насељу је живјело 2.909 становника.

## Други светски рат
У Пурачићу Србима се забрањује излазак из кућа пре 6 сати изјутра и после 9 сати увече.

### Логор Јасеновац
Негде око католичког Божића усташе су из једне бараке извеле 27 људи. Одвели на гробље и убили. Сутрадан узели су 60, по двојицу их повезали жицом и на гробљу поубијали маљевима и ножевима, трећи дан су узели 130 људи и једне убили пред бараком а друге убили на гробљу. Међу онима које су убијали пред бараком налазио се и Мирко Гаврић трговац из Пурачића коме је био само један део гркљана и врат расечен. Када је поред њега прошао Реља Вилановић замолио га је: „Реља молим те одвежи ми руке и макни ову жицу да лакше умрем“. Кад је угледао на вратима бараке др Пају Гренчевића замолио га је да му да отров да би се што пре опростио од мука. Лекар му није могао изаћи у сусрет, јер га није имао. После тога Гаврић је напрегнуо последњу снагу, окренуо очи према Рељи Билановићу и замолио га да поздрави све „код његове куће и да каже да га освете“.

## Црква Светог пророка Илије
У насељу се налази храм Српске православне цркве посвећен Светом пророку Илији. Храм је освештао митрополит Николај Мандић 14. октобра 1903. године.

## Становништво
| Националност       | 1991.          | 1981.          | 1971.          | 1961. |
| Муслимани          | 2.450 (79,49%) | 2.179 (80,43%) | 2.187 (84,37%) |       |
| Срби               | 302 (9,79%)    | 282 (10,40%)   | 305 (11,76%)   |       |
| Југословени        | 248 (8,04%)    | 230 (8,49%)    | 41 (1,58%)     |       |
| Хрвати             | 10 (0,32%)     | 12 (0,44%)     | 29 (1,11%)     |       |
| остали и непознато | 72 (2,33%)     | 6 (0,22%)      | 30 (1,15%)     |       |
| Укупно             | 3.082          | 2.709          | 2.592          | '     |